# Пирає
Пирає (рум. Pâraie) — село у повіті Сучава в Румунії. Входить до складу комуни Мелінь.
Село розташоване на відстані 336 км на північ від Бухареста, 25 км на південний захід від Сучави, 119 км на захід від Ясс.

## Населення
За даними перепису населення 2002 року у селі проживали 1774 особи. Рідною мовою 1773 особи (99,9%) назвали румунську.
Національний склад населення села:
| Національність | Кількість осіб | Відсоток |
| -------------- | -------------- | -------- |
| румуни         | 1741           | 98,1%    |
| цигани         | 33             | 1,9%     |